# Ochetostoma decameron
Ochetostoma decameron är en djurart som tillhör fylumet skedmaskar, och som först beskrevs av Lanchester 1905.  Ochetostoma decameron ingår i släktet Ochetostoma och familjen Echiuridae. Inga underarter finns listade i Catalogue of Life.